# Ferðasót
Ferðasót är den isländska reggaegruppen Hjálmars tredje studioalbum. Albumet släpptes år 2007.

## Låtlista
1. "Leiðin okkar allra" – 5:01
2. "Visa úr Álftamýri" – 3:58
3. "Hafið" – 3:49
4. "Ferðasót" – 3:36
5. "Nú er lag" – 2:58
6. "Þú veist í hjarta þér" – 4:49
7. "Úr Varabálki" – 4:28
8. "Spor" – 6:37
9. "Vagga Vagga" – 3:30
10. "Sálmur Boeves" – 2:30